# Borceguí Island
Borceguí Island (spanisch Islote Borceguí, wörtlich übersetzt Halbstiefelinsel; im Vereinigten Königreich Buskin Rocks von englisch buskin ‚Halbstiefel‘) ist eine eisfreie Insel im Archipel der Südlichen Shetlandinseln. Sie liegt 1,5 km vor der Nordküste von Elephant Island zwischen Kap Yelcho und den Gibbous Rocks.
Die Besatzung des argentinischen Schleppers Chiriguano gab der Insel während einer von 1954 bis 1955 dauernden Antarktisfahrt ihren an ihre Form angelehnten deskriptiven Namen. Dieser wurde 1972 vom Advisory Committee on Antarctic Names ins Englische übertragen. Der alternative englischsprachige Name stammt vom UK Antarctic Place-Names Committee vom 3. November 1971. Hintergrund waren Vermessungen durch die British Joint Services Expedition (1970–1971), die Borceguí Island als den größten einer Gruppe von Klippenfelsen identifiziert hatte.